# Apallates costaricanus
Apallates costaricanus är en tvåvingeart som först beskrevs av Oswald Duda 1930.  Apallates costaricanus ingår i släktet Apallates och familjen fritflugor. Inga underarter finns listade i Catalogue of Life.